# Ayanda Denge
Ayanda Denge, née en 1982 et morte assassinée le 24 mars 2019, est une femme trans, poète et activiste sud-africaine. Elle est une défenseure des personnes transgenres, des survivantes du trafic sexuel et de l'abolition de la prostitution.

## Biographie

### Enfance
Ayanda Denge nait en 1982, issue du peuple Xhosa, et  grandit dans la ville de Port Elizabeth, dans le Cap-Oriental en Afrique du Sud,.

### Carrière professionnelle
Denge commence sa carrière à Johannesburg et étend ses activité dans d' autres villes d' Afrique australe, telles que Harare, Durban, Cape Town, Port Elizabeth et Victoria Falls. Elle exerce le métier de travailleuse du sexe pendant plus de 15 ans.
Denge occupe le poste de coordinatrice de sensibilisation au sein de Sisonke Sex Worker Movement (Sisonke) pendant deux ans.
Denge devient la présidente du groupe de travail sur l'éducation et la défense des travailleuses du sexe (SWEAT). Elle  défend le droit  des personnes transgenres, des travailleuses du sexe et de la dépénalisation du travail du sexe. Dans le cadre de ses fonctions au sein de SWEAT, Denge forme 50 éducateurs pour les pairs et intervient comme conférencière motivante pour sensibiliser au cancer, au VIH/SIDA et aux enjeux liés aux droits de l'homme dans le contexte du commerce du sexe". Elle travaille également  sur le projet "Integrate - HIV/AIDS Reduction for Sex Workers" à la TB/HIV CARE Association. Elle plaide pour les droits des personnes vivant avec le VIH et fut membre de SistazHood, le groupe de défense des droits humains, de santé et de soutien des travailleuses du sexe transgenres de SWEAT. 
En août 2015, Denge dirige SWEAT lors du lancement de la Coalition Asijiki pour la dépénalisation du travail du sexe au Cap , où elle exprime ses propos. Cette coalition regroupe des travailleurs du sexe, des activistes, des avocats et des défenseurs des droits de l'homme, ainsi que le comité directeur. Quant au comité directeur, il comprend le Mouvement des travailleurs du sexe de Sisonke (Sisonke), le Centre juridique des femmes (WLC), du Groupe de travail sur l'éducation et le plaidoyer des travailleurs du sexe (SWEAT), et le Sonke Gender Justice. L'organisation oeuvre pour la décriminalisation dans le but de diminuer la vulnérabilité des travailleurs du sexe à la violence et à la maladie, tout en facilitant leur accès aux services de travail, de santé et de justice.
En 2016 au cours de la Conférence internationale sur le sida de à Durban, Denge accorde une interview dans laquelle elle y déclare :
« Être transgenre n'est pas une double dose, mais une triple dose de stigmatisation et de discrimination. Vous êtes discriminé pour votre identité sexuelle, vous êtes discriminé pour votre travail, et vous êtes discriminé pour votre statut VIH." Elle a également dénoncé la violence psychologique et les brutalités policières, notant que la police avait confisqué les préservatifs des travailleurs du sexe. »

### Disparition
Denge est assassinée dans sa propre chambre le 24 mars 2019. Elle est poignardée et laissée allonger sur le sol.Il est rapporté que la chambre de Denge était verrouillée avec un cadenas de l'extérieur et ce n'est que lorsqu'un chef de la résidence a jeté un coup d'œil par la fenêtre par souci pour son bien-être que quelqu'un a remarqué son corps sur le sol. L'électricité était coupée, ce qui rend le bâtiment complètement noir la nuit. Elle vit avec quelqu'un qui disparait après le meurtre.

## Vie privée
Denge vit au Cap, en Afrique du Sud. Elle vit dans la rue pendant un certain temps avant d'emménager dans le Helen Bowden Nurses Home à Green Point. L'ancienne maison des infirmières appartient au gouvernement provincial, mais occupée illégalement par le groupe de locataires Reclaim the City, qui fait campagne pour des logements abordables, et rebaptisée Ahmed Kathrada House. En février 2019, elle est élue chef de groupe,.